# Albertus-Magnus-Realschule St. Ingbert
Die Albertus-Magnus-Realschule (AMR) ist eine katholische Privatschule in St. Ingbert (Saarland). Sie ist  in der Trägerschaft der Gemeinnützigen St. Dominikus Schulen GmbH.

## Geschichte
1852 wurde die Schwesterngemeinschaft des Ordens der Armen Schulschwestern vom Heiligen Dominikus durch Bischof Nikolaus von Weis (seit 1972 Institut St. Dominikus) in Speyer gegründet. 1858 wurden Tätigkeiten der Schwestern auf der Meß in Schule, Krankendienst, Kindergarten und Pfarreien aufgenommen. Ab dem Jahr 1957 beginnt erstmals für 31 Schülerinnen der Unterricht auf der damaligen Mittelschule. 1965 wird die Mittelschule zur Realschule umstrukturiert. 5 Jahre später erhält sie ihren heutigen Namen. Im Schuljahr 1983/84 werden erstmals auch Jungen auf der Realschule aufgenommen.

## Partnerschaften
Die Albertus-Magnus-Realschule betreut drei Patenstationen, diese befinden sich in São Paulo (Brasilien), Akwatia (Ghana) und Tororo (Uganda). Diese werden unterstützt durch den Verkauf von Kuchen und Brötchen der einzelnen Klassen in den großen Pausen, durch die Adventsbasare von Sr. Hildburg, durch Schulfeste sowie durch Solidaritätsmärsche (2000, 2004, 2009, 2014) und durch Spendeneinnahmen.
Mit Örtlichen Partnern wird das Projekt COMPASSION durchgeführt. Bei diesem gehen Schüler wöchentlich ältere Menschen in Alten- und Pflegeheimen besuchen, um mit ihnen Zeit zu verbringen. Im Schuljahr 2012/13 beteiligten sich 148 Schüler der Klassenstufen 8 bis 10 an diesem Projekt. Im Jahr 2012 nahm COMPASSION am Schülerwettbewerb "Sei dein eigener Held" der Sparkassen teil und wurde regionaler Sieger.
Die Albertus-Magnus-Realschule arbeitet mit dem benachbarten Albertus-Magnus-Gymnasium zusammen.